# Порселет
Порселет (фр. Porcelette) — коммуна во французском департаменте Мозель региона Лотарингия. Относится к кантону Сент-Авольд-1.

## Географическое положение
Порселет расположен в 320 км к востоку от Парижа и в 35 км к востоку от Меца между агломерациями Сент-Авольда и Крётцвальда. Коммуна окружена лесными массивами Варндт.

## История
- Следы галло-романской культуры: римская дорога, следы керамического производства, галло-романский некрополь.
- Основан комендантом бенедиктинского аббатства Сент-Авольда Жаном де Порселет де Мэйян (Jean des Porcelets de Maillane, 1581-1624), в честь которого и назван.
- Опустошён в ходе Тридцатилетной войны (1618—1648) и вновь заселён лишь к концу века.
- После поражения Франции во франко-прусской войне 1870—1871 годов вместе с Эльзасом и департаментом Мозель был передан Германии по Франкфуртскому миру.
- Был возвращён Францией после Первой мировой воины по Версальскому мирному договору в 1918 году.
- С 1950-х годов развивался как промышленный город благодаря химической промышленности Карлен-Сент-Авольда и близлежащим угледобывающиим шахтам.

## Демография
По переписи 2011 года в коммуне проживало 2 556 человек.

## Достопримечательности
- Остатки римской дороги.
- Галло-романский некрополь.
- Мельница Порселет.
- Часовня Нотр-Дам (1826) на месте разрушенной часовни 1751 года.
- Церковь святого Креста (1885—1887), неоготика.